# Cheb Hasni
Cheb Hasni, född Hasni Chakroun 1 februari 1968, död 29 september 1994, är en algerisk raimusiker, ursprungligen från Oran. Cheb Hasni var mycket populär i hela Nordafrika. Han mördades 1994 utanför sitt hus vid 26 års ålder. Mördaren är okänd, men flera misstänker extrema salafister. I mitten av 1990-talet var det en våg av hat mot artister i Algeriet, som resulterade Chab Hasnis död, och 4 år senare av Lounès Matoubs. Flera artister såsom Cheb Mami och Khaled flydde landet .